# Sepsis tshupaensis
Sepsis tshupaensis är en tvåvingeart som beskrevs av Vanschuytbroeck 1963. Sepsis tshupaensis ingår i släktet Sepsis och familjen svängflugor. Inga underarter finns listade i Catalogue of Life.